# Jim Zoet
James "Jim" Zoet (nacido el 20 de diciembre de 1953 en Uxbridge, Ontario) es un exjugador de baloncesto canadiense que disputó una temporada en la NBA, desarrollando el resto de su carrera en tres continentes diferentes. Con 2,16 metros de estatura, jugaba en la posición de pívot.

## Trayectoria deportiva

### Universidad
Jugó durante tres temporadas con los Golden Flashes de la Universidad Estatal de Kent, en las que promedió 3,2 puntos y 4,3 rebotes por partido. Tras esos tres años regresó a su país, disputando dos temporadas en la Universidad de Lakehead, donde promedió 19 puntos por partido.

### Profesional
Comenzó su andadura profesional jugando en Europa, en la liga neerlandesa y en la British Basketball League, siendo fichado en 1982 por Atlanta Hawks, quienes finalmente no contaron con sus servicios, firmando días después como agente libre por Detroit Pistons, donde únicamente disputó 7 partidos, en los que promedió 0,3 puntos y 1,1 rebotes.
Tras su breve paso por la NBA, su carrera contunuó en México, Argentina y Filipinas.

### Selección nacional
Fue convocado por la selección canadiense para disputar los Juegos Olímpicos de Moscú 1980, pero debido al boicot no pudo participar. Durante 12 años vistió la camiseta de su selección, participando en el Mundial de 1978 y en el de 1990, promediando en este último 4,8 puntos por partido.

## Estadísticas de su carrera en la NBA

### Temporada regular
| Temporada | Edad | Equipo          | Liga | P | TIT | MIN | TC  | TCA | %TC  | 3P  | 3PA | %3P | TL  | TLA | %TL | R.OF. | R.DEF. | REB | ASIS | ROB | TAP | PER | FP  | PTS |
| 1982-83   | 29   | Detroit Pistons | NBA  | 7 | 0   | 4.3 | 0.1 | 0.7 | .200 | 0.0 | 0.0 |     | 0.0 | 0.0 |     | 0.4   | 0.7    | 1.1 | 0.1  | 0.1 | 0.4 | 0.6 | 1.3 | 0.3 |
| Total     |      |                 | NBA  | 7 | 0   | 4.3 | 0.1 | 0.7 | .200 | 0.0 | 0.0 |     | 0.0 | 0.0 |     | 0.4   | 0.7    | 1.1 | 0.1  | 0.1 | 0.4 | 0.6 | 1.3 | 0.3 |